# Сисоєв Данило Олексійович
Данило Олексійович Сисоєв (12 січня 1974, Москва — 20 листопада 2009, Москва) — священник православної церкви, настоятель  храму святого апостола Фоми на Кантемировській, засновник Школи "православний місіонер", публіцист, письменник, кандидат богослов’я.
Активно займався місіонерською діяльністю, зокрема, проповіддю православ'я мусульманам. За свої висловлювання про іслам піддавався критиці з їх боку. Був убитий невстановленою особою в храмі при виконанні священнослужебних обов'язків. Багато православних християн вважають кончину отця Данила мучеництвом та очікують його канонізації в майбутньому.